# História de Guarulhos
Esta é a cronologia dos fatos que marcaram a história do município de Guarulhos, no Estado de São Paulo, Brasil.

## Povoamento Pré-Colonial
Os primeiros indícios da presença humana no Planalto Paulista apontam para um povoamento inicial entre 11.000 a 7.000 anos antes do Presente. Na região metropolitana de São Paulo, por sua vez, os vestígios mais antigos datam de aproximadamente 6.000 anos atrás. Encontrados em um sítio arqueológico no bairro do Morumbi (município de São Paulo), esses vestígios correspondem a uma oficina lítica, local onde grupos ameríndios obtinham matéria-prima e produziam diversas ferramentas de pedra. Geralmente próximos a planícies fluviais e em áreas com alguma presença de afloramento rochoso, os assentamentos desses primeiros habitantes da atual Grande São Paulo são normalmente encontrados nas proximidades de vales de rios como o Tietê e Pinheiros.
Por sua vez, no bairro do Jaraguá, zona norte do município de São Paulo, há sítios arqueológicos mais recentes relacionados à grupos ameríndios ceramistas. Geralmente associados às tradições tecnológicas Itararé-Taquara e Tupiguarani, essas populações já dominavam a horticultura, cultivando milho, mandioca, abóbora e outros gêneros alimentícios domesticados. Mais numerosos do que em períodos em que a dieta alimentar era obtida apenas por meio da caça e da coleta, esses grupos indígenas habitaram as terras paulistas por séculos.
Os relatos deixados por alguns dos colonizadores europeus indicam uma ampla presença indígena acima da Serra do Mar, sendo constantemente mencionados os Guaianases. Embora por muito tempo associados aos grupos tupis pela historiografia do século XIX, há indícios de que seu idioma era ligado ao tronco Macro-Jê. A região de Guarulhos, contudo, era habitada pelos Guaramomis (ou maramomis) no século XVI, provavelmente aparentados dos Guaianases. Também eram chamados de Guarulhos em alguns documentos do período colonial, nome supostamente derivado do termo tupi “Guaru” (barrigudo). Ao contrário de grupos tupis que habitavam vales próximos, os Guarulhos não eram agricultores, vivendo da caça e da coleta.

## Fundação do Aldeamento de Nossa Senhora da Conceição dos Guarulhos (sécs. XVI-XVIII)
De acordo com a maior parte das fontes historiográficas, Guarulhos foi fundada na segunda metade do século XVI. Embora não seja possível precisar com segurança seu ano de fundação, o dia 8 de dezembro de 1560 é oficialmente considerado para definição da idade do município. Da mesma forma, a Lei Municipal n° 2789 de 1983 reconhece oficialmente o padre Manuel de Paiva como fundador de Guarulhos. Sabe-se, contudo, que o núcleo inicial foi estabelecido em uma área anteriormente habitada pelos Guaramomis, servindo inicialmente como um aldeamento jesuíta batizado de "Nossa Senhora da Conceição dos Guarulhos". Esse primeiro núcleo estaria situado no atual Centro Expandido, em uma quadra formada pelas ruas Silvestre Vasconcelos Calmon, José Esperança da Conceição, Barão de Mauá e a avenida Guarulhos. Anos depois, o aldeamento teria sido transferido para uma colina na praça Tereza Cristina, onde hoje está a Igreja Matriz. Outra corrente historiográfica situa a fundação de Guarulhos no ano de 1608, sendo batizada inicialmente como Nossa Senhora da Conceição dos Maromomi. A alteração do nome da localidade para Nossa Senhora da Conceição dos Guarulhos teria ocorrido somente em 1630.
A primeira capela do aldeamento, construída a partir da técnica de pau-a-pique, teria sido erguida pelo padre jesuíta João Álvares. De acordo com o “Almanak da Província de São Paulo para o ano de 1873”, haveria registros de assentos da capela (tornada Igreja Matriz em anos posteriores) datados de 1600, o que revelaria a antiguidade do povoamento. Para além da conversão religiosa dos indígenas aldeados, o aldeamento também tinha função defensiva, pois era grande o receio que os Tamoios atacassem a vila de São Paulo dos Campos de Piratininga.
Por estar localizado nas margens do rio Tietê, à leste de São Paulo, o aldeamento era considerado um ponto estratégico contra incursões vindas do Alto Tietê e Serra da Cantareira. Na mesma época que se fundava Guarulhos, nascia, também, o aldeamento de São Miguel, localizado na margem oposta do rio Tietê. Fundado com os mesmos propósitos, esse aldeamento foi posteriormente incorporado ao município de São Paulo, sendo hoje conhecido como o distrito de São Miguel Paulista. Juntamente com outros aldeamentos criados pelos colonos portugueses e missionários jesuítas ao longo dos séculos XVI e XVII, Guarulhos e São Miguel formavam um “cinturão” em torno da vila de São Paulo, geralmente aproveitando locais onde já havia aldeias indígenas.
A descoberta e a subsequente exploração do ouro atraiu diversos colonos para as terras altas do aldeamento de Guarulhos, processo semelhante ao que ocorria no mesmo período no bairro do Jaraguá.[2] As jazidas de ouro teriam sido descobertas entre 1597 e 1598, por Afonso Sardinha, o Velho, sendo efetivamente exploradas no território do aldeamento de Nossa Senhora da Conceição a partir de 1612 por Geraldo Correia Sardinha, que para isso recebera uma carta de sesmaria às margens do Rio Baquirivu-Guaçu. Essa localidade é atualmente denominada “Lavras Velhas do Geraldo”. Essa mesma sesmaria teria servido posteriormente como referência para delimitação de outras sesmarias na década de 1630 em terras anteriormente indígenas, tendo por objetivo a exploração do ouro.
As sesmarias e datas de mineração, divisões de terras especificamente para a exploração do ouro durante o Brasil colonial, eram concedidas principalmente com base na existência de metais preciosos e nas condições dos requerentes para explorá-los. Apesar de pertencerem inicialmente ao aldeamento e, portanto, aos indígenas aldeados, as requisições apontavam essas terras como devolutas, ou mesmo já ocupadas pelos requerentes há muitos anos. Assim, as atividades de mineração na região de Guarulhos foram um grande impulsionador de sua ocupação e da consequente exploração das terras altas guarulhenses.
Tentativas de introdução de africanos escravizados tenham ocorrido já no início do século XVII. É o caso de Diogo de Quadros, provedor das minas, o qual chegou a solicitar ao governador-geral e ao Conselho das Índias que permitisse a introdução de cerca de mil africanos escravizados para auxiliar nas minas de São Paulo. Embora tal pedido tenha sido negado naquele momento, revela uma das primeiras tentativas de substituição das fontes de mão-de-obra escrava na Capitania de São Vicente.
A mineração em Guarulhos nunca se constituiu como uma atividade isolada, contudo, sendo sempre acompanhada por culturas agrícolas (como o trigo) e outras formas de exploração econômica, todas baseadas fortemente na mão-de-obra indígena. É o caso da Fazenda Bananal, inicialmente pertencentes a Amador Bueno da Veiga, adquirida por carta de sesmaria no ano de 1717. Nesse local, onde hoje há a Casa da Candinha, bem tombado enquanto patrimônio histórico de Guarulhos, a agricultura foi a principal atividade econômica durante os séculos em que a fazenda esteve em funcionamento. Devido a grande importância histórica e arqueológica da área, também está registrada enquanto sítio arqueológico nos cadastros do IPHAN. Outras antigas edificações rurais do período colonial ou imperial também foram registradas, como os sítios Cabuçu 01, InterCement 01 e Itaberaba 01.
Apesar do consenso entre colonos, jesuítas e autoridades quanto à apropriação do trabalho indígena, estes discordavam quanto aos meios e as formas. Ocorria uma verdadeira “sangria” dos aldeamentos em função das demandas por mão de obra nas plantações de trigo, algodão e milho, pelas atividades mineradoras e pelas próprias expedições de apresamento de outros indígenas, o que desorganizava Guarulhos e outros locais. Por sua vez, ao longo do século XVII, uma certa decadência atingiu praticamente todos os aldeamentos do planalto. A expulsão dos jesuítas da vila de São Paulo, em 1640, também teria provocado um abandono em massa de indígenas do aldeamento de Guarulhos, muitos deles retirando-se para a região de Atibaia, com apenas alguns permanecendo no entorno da velha capela. 
Embora não existam dados precisos acerca dos volumes alcançados pela exploração aurífera em Guarulhos, estas teriam se espalhado ao longo dos cursos d’água locais e os contrafortes das serras de Itaberaba e do Bananal, cobrindo um território considerável. Esses primeiros processos de extração de ouro na Capitania de São Vicente teriam moldado o contexto econômico da vila de São Paulo de Piratininga e imediações, permitindo algum nível de acumulação e troca, estimulando ainda a expansão territorial sobre as áreas de serra imediatamente ao norte . As lavras mais ativas estariam concentradas junto aos atuais ribeirões das Lavras e Tomé Gonçalves e dos córregos Tanque Grande e Guaraçau, além do rio Baquirivu-Guaçu. A hidrografia privilegiada do local facilitou o estabelecimento de técnicas minerárias já empregadas pelos portugueses há séculos, sendo comum a construção de tanques e canais para lavagem dos minérios, por exemplo. Vestígios materiais das atividades minerárias empreendidas no atual município de Guarulhos ainda podem ser observados na paisagem, como galerias, escavações em encostas, desvios de rios e ribeirões, obras de drenagem, paredões, montes de rejeitos e entulhos. É o caso dos sítios arqueológicos Baquirivu-Mirim, Cavas de Mineração 01 e Garimpo de Ouro do Ribeirão das Lavras. As lavras tiveram ainda um intenso desenvolvimento no século XVIII e funcionaram seguramente até o início do século XIX. Um outro provável indicativo do crescimento e espalhamento gradual da população pelo território guarulhense é a fundação de duas igrejas em meados do século XVIII: Nossa Senhora do Rosário e Santa Iphigenia (1750) e Nossa Senhora do Bonsucesso (1757).

## Séculos XIX e XX: Emancipação de Guarulhos
A criação de gado vacum e cavalar, assim como de suínos, permaneceu como uma atividade econômica significativa ao longo do século XIX, mesmo após o esgotamento das jazidas de ouro. Engenhos de açúcar, existentes na região desde pelo menos o século XVII, também estiveram em funcionamento até o início do século XX, com produção de açúcar, álcool e aguardente provavelmente para consumo local e regional. Segundo dados de 1873, três grandes fazendas de Guarulhos dedicavam-se ao plantio de cana para fabricação de aguardente, enquanto outras duas também se dedicavam à pecuária. De todo modo, a agricultura da região possivelmente sofreu com o clima úmido e frio que acarretou ferrugem ao trigo, mosaico à cana e curuquerê ao algodão.
Segundo o tombamento das propriedades rurais da Capitania de São Paulo de 1817, registraram-se 183 escravos na freguesia da Conceição dos Guarulhos, pertencentes a 28 lavradores das seguintes áreas: Bom Jesus, Bom Sucesso, Guavirotuba, Itaverava, Lavras, Pirucaia, São Gonçalo, São Miguel (Pimentas) e Varados. Nesse período, a maior parte dos trabalhadores escravizados eram de origem africana, embora provavelmente ainda existissem indígenas em situação de escravidão nos sítios e fazendas guarulhenses, remanescentes do antigo aldeamento.
Em 2 de outubro de 1845, chega, a então Freguesia de Conceição dos Guarulhos, um memorando expedido pelo Palácio do Governo ordenando a elaboração e cumprimento de contratos de locação dos serviços prestados pelos índios. O trabalho escravo negro (de origem sudanesa, denominados jejes), como dito, era utilizado em larga escala. Com o fim da mineração do ouro enquanto atividade econômica viável, muitos negros escravizados acompanharam seus senhores na debandada que marcou a decadência do povoado. Após a Lei Áurea (1888) e a necessidade de reposição de uma mão de obra antes cativa, tornou-se mais difícil o processo de retalhamento das antigas sesmarias, que, apesar das dificuldades, se manteve ininterrupto, surgindo, então, os "cercamentos" como linha divisória.

Em 1880, a Lei Provincial n° 34 de 24 de março emancipa Guarulhos de São Paulo, após permanecer como freguesia desse município desde 1685. Na ocasião, recebeu o nome de vila da Conceição dos Guarulhos. O nome atual, sem referência à Nossa Senhora da Conceição, só foi concedido pela Lei nº 1 021, de 6 de novembro de 1906, quando também foi elevada à condição de cidade. No ano em que recebeu seu nome atual, Guarulhos contava com 5 mil habitantes.

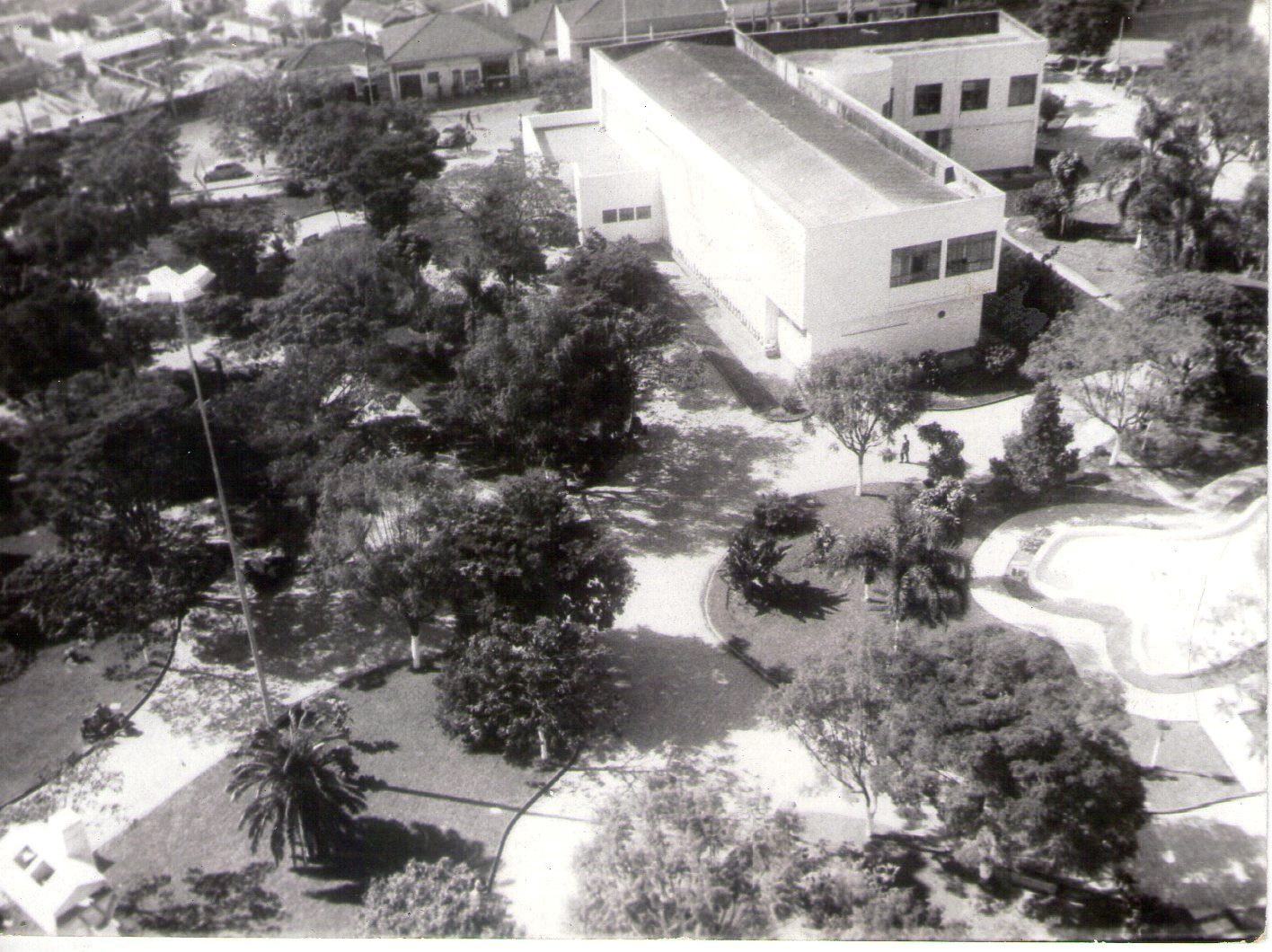
Praça Getúlio Vargas, uma das mais antigas de Guarulhos.

Até o início do século XX, Guarulhos tinha uma economia predominantemente rural e população considerada pequena, espalhada pelas vastas terras do município. Em 30 de maio de 1901, foi publicada a súmula da produção do Município, onde encontramos registrada a produção de aguardente (trinta engenhos), de arroz (doze propriedades), de café (quatro propriedades), de feijão (duzentas propriedades), de milho (duzentas propriedades), de tabaco (uma propriedade), de carvão (dez propriedades), de vinho (duas propriedades), além da criação de gado: cavalar (trezentas cabeças), caprinos (vinte cabeças), suínos (cem cabeças), bovinos (trezentas cabeças) e cinco produtores na área de apicultura.
No final do século XIX, discutiu-se, na Câmara Municipal, a necessidade da região ser servida pela estrada de ferro. A justificativa recaia às riquezas dos recursos naturais da região, mais especificamente à produção de madeira e pedra, além da produção de tijolos, dado o grande número de olarias em funcionamento, sendo que toda a produção estava direcionada às crescentes edificações da capital, justificando, então, a implantação do ramal ferroviário que se efetivou somente em 1915, com a inauguração do Ramal Guapyra - Guarulhos do Tramway da Cantareira. Foram cinco as estações em território guarulhense: Vila Galvão, Torres Tibagy, Gopoúva, Vila Augusta e Guarulhos, além do prolongamento até à Base Aérea em Cumbica.
Além disso, no início do século XX ocorreu a instalação das primeiras redes de energia elétrica em Guarulhos, realizadas pela Light & Power. Também nas primeiras décadas desse século se deram os pedidos para instalação de rede telefônica, licenças para implantação de indústrias de atividades comerciais e dos serviços de transporte de passageiros.
A década de 1930 foi marcada pelos atos de Intervenção Federal, Constituição da Junta Governativa de Guarulhos e pelo Movimento Constitucionalista, reflexos da Revolução de 1930 e fim da República Velha. Em 1940, foi inaugurada a Biblioteca Pública Municipal em 1941, o primeiro Centro de Saúde da cidade e, dez anos após, inaugurou-se a Santa Casa de Misericórdia de Guarulhos. Também nessa década chegaram à Guarulhos algumas indústrias dos setores elétrico, metalúrgico, plástico, alimentício, borracha, calçados, peças para automóveis, relógios e couros.
Outros acontecimentos marcaram a história guarulhense a partir de meados do século XX. Em 1945, a Base Aérea de São Paulo (BASP) foi transferida da capital para o bairro de Cumbica, em Guarulhos. Quarenta anos depois, em 1985, no mesmo local foi inaugurado o Aeroporto Internacional de São Paulo.

A expansão rodoviária característica dos anos 1950 alcançou Guarulhos, período em que as rodovias Presidente Dutra e Fernão Dias foram inauguradas. Ligada à São Paulo e ao Rio de Janeiro por vias rodoviárias, a cidade de Guarulhos seguiu crescendo enquanto polo de atração de indústrias, o que também incentivou a chegada de novos moradores, tanto estrangeiros quanto nacionais. Em 1958, foi constituída a primeira associação de rotarianos da cidade, indicativo do prestígio econômico e demográfico alcançado por Guarulhos naquele período. Em 1963, foi fundada a Associação Comercial e Industrial de Guarulhos, hoje, Associação Comercial e Empresarial de Guarulhos. Consequentemente, com o contínuo crescimento demográfico, econômico e urbano de Guarulhos, a cidade superou a marca de 1 milhão de habitantes no Censo do IBGE de 2000, tornando-se um dos mais populosos municípios do estado de São Paulo.

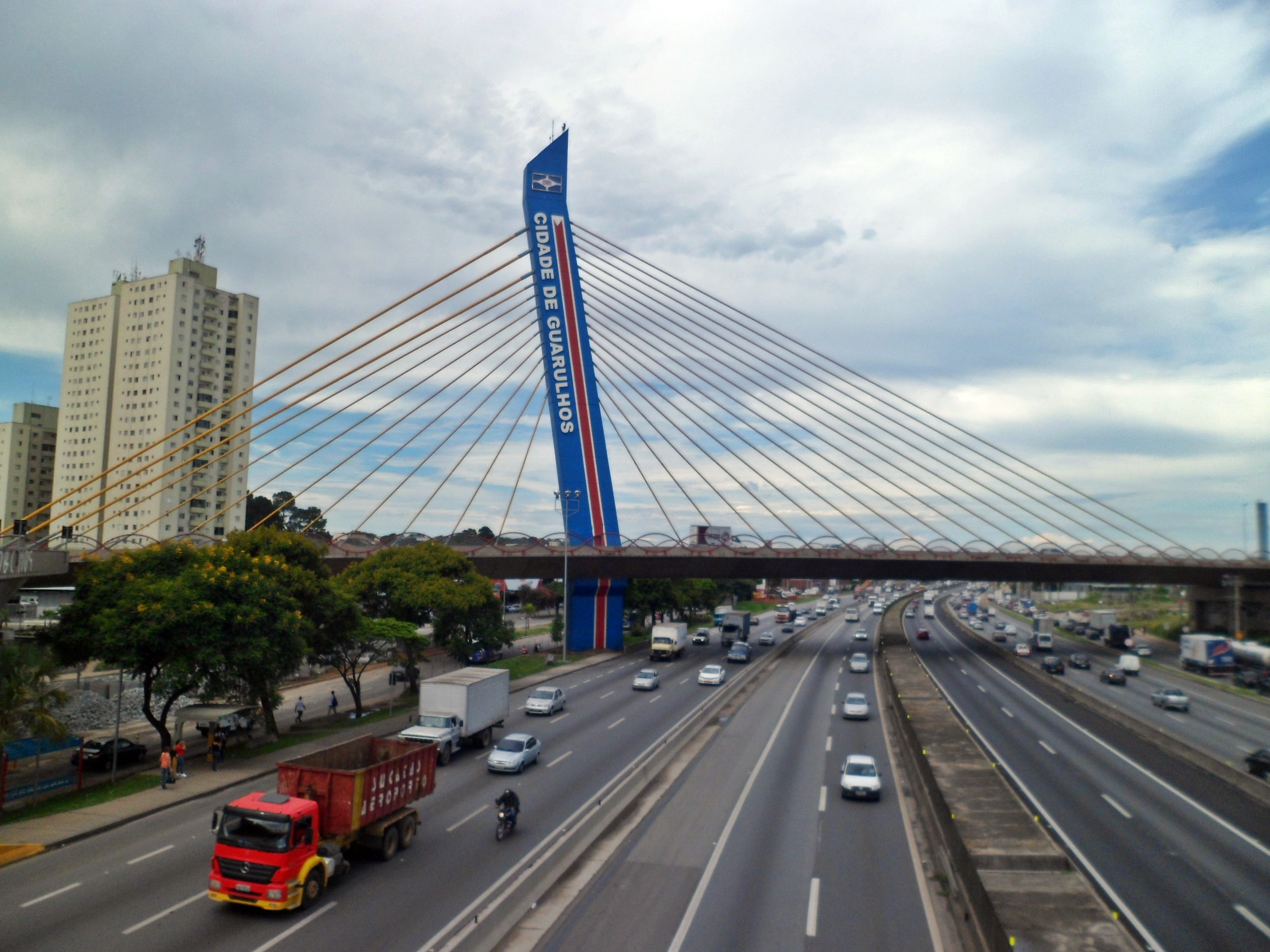
Viaduto Cidade de Guarulhos, inaugurado em 2010

## Século XXI
Em 10 de setembro de 2007, foi inaugurada a Faculdade de Tecnologia (Fatec) de Guarulhos do Centro Paula Souza, em uma parceria do Governo do Estado de São Paulo com a Prefeitura do Município de Guarulhos, proporcionando oferta de ensino superior gratuito aos municípios. Neste mesmo ano, foi inaugurado o campus da Universidade Federal de São Paulo (Unifesp) no município.
Em 2010, foi inaugurado o viaduto Cidade de Guarulhos.
Atualmente, a Câmara Municipal de Guarulhos conta com 34 vereadores e vereadoras.